# Cucullia dellabrunai
Cucullia dellabrunai är en fjärilsart som beskrevs av Emilio Berio 1980. Cucullia dellabrunai ingår i släktet Cucullia och familjen nattflyn. Inga underarter finns listade i Catalogue of Life.